# Dhamm
I Dhamm (noti anche per un certo periodo come Sautiva) sono un gruppo musicale hair metal italiano, formatosi a Roma nel 1994. La band ha debuttato vincendo Sanremo Giovani 1994 e partecipando alle edizioni del Festival di Sanremo 1995 e del 1996 (in diverse categorie). Si sono resi noti con il loro primo album Dhamm, pubblicato nel 1995 e certificato disco d'oro.
Il nome deriva dalle iniziali dei nomi dei componenti, con in più la lettera H.

## Storia del gruppo

### L'inizio e il boom (1994-1996)
I Dhamm si formano nel 1994, e la prima formazione è composta da Alessio Ventura (voce e chitarra), Dario Benedetti (chitarra), Massimo Conti (basso e tastiere) e Mauro Munzi (batteria). La band inizia ad esibirsi in piccoli club, fino a debuttare in tv a Sanremo Giovani 1994. Il gruppo vince il festival con il brano Irene, risultato il più votato tra quelli proposti nella categoria "Gruppi"; qualificandosi così al Festival di Sanremo 1995, al quale partecipano con il brano Ho bisogno di te, classificandosi in quinta posizione ed in terza nella classifica espressa dal pubblico.
Un giorno più tardi il termine del festival esce l'album di debutto omonimo, pubblicato dalla EMI e prodotto da Marco Lecci e Paolo Carta, e certificato disco d'oro. Il gruppo inizia a tenere concerti in giro per l'Italia e ad apparire in diverse trasmissioni TV, tra cui il Festivalbar. L'anno seguente partecipano al Festival di Sanremo con il brano Ama. Nello stesso 1996 il gruppo incide e pubblica il secondo album, intitolato Tra cielo e terra, la cui titletrack è stata la sigla dell'anime Street Fighter II V.

### Disorient Express(1997-1998)
All'inizio del 1997 i Dhamm subiscono un cambiamento di formazione; Massimo Conti e Mauro Munzi vengono sostituiti rispettivamente da Ernesto Osci (basso) e Bruno Valente (batteria), cambiando anche casa discografica, affidandosi alla BMG.
Il gruppo incide il terzo album, e prima della sua uscita vengono pubblicati i singoli Zona Nera, Il cielo sotto, Sono qui e L'uomo di Cartone, estratti dallo stesso. L'album viene intitolato Disorient express e viene pubblicato il 5 ottobre 1997. Il terzo lavoro in studio viene presentato martedì 7 ottobre a Milano, con uno showcase a "L'Osteria del Treno". L'album contiene 13 brani, con testi curati dalla scrittrice Simona Orlando in collaborazione con il cantante Alessio Ventura.

### Sautiva e scioglimento, progetti di Alessio Ventura e reunion (1999-2010)
All'inizio del 1999, i Dhamm cambiano nome in Sautiva. Vi è un nuovo cambio di formazione: esce dal gruppo il batterista Bruno Valente ed entra al suo posto Roberto Perrone. I Sautiva pubblicano un solo album omonimo, che esce nel 2000. Il disco contiene 13 brani, tra i quali è presente il singolo Vertigini, l'unico estratto dall'album. Dopo questo album, nella primavera del 2002 il gruppo si scioglie.
Il cantante, Alessio Ventura, negli anni 2002-2004 collabora con la band DB Boulevard con i quali pubblica l'album Frequencies (etichetta Airplane records) tornando sul palco di Sanremo 2004 con il brano Basterà che vincerà il premio della giuria.
Nel 2005-2006 Ventura collabora con il DJ Tommy Vee con il quale pubblica i singoli Anthouse (Don't Be Blind) - (Etichetta discografica Airplane! Records) e Punk Division "Seven Nation Army" - (Etichetta discografica Level One / Self Distribuzione).
Dopo 3 "Dhamm day", (incontri organizzati dai fan con i membri della band) tra il 2005 e il 2007, il gruppo annuncia il suo ritorno nel 2007 con la formazione originale e pubblicano il singolo Un attimo, inserito nella Tommy Vee - Selections vol.4.

### I "Dhamm Progressive" e le controversie legali (2011-2013)
Nel 2011 viene annunciato il ritorno della band, che per l'occasione avrebbe assunto il nome "Dhamm Progressive", per simboleggiare il loro nuovo stile musicale. Tuttavia, nessuno dei musicisti che fa parte di questa band è mai stato componente dei Dhamm, nonostante la biografia sul loro sito faccia intendere che si tratti dello stesso gruppo, ricostruito con una formazione totalmente rinnovata.
Il fatto viene portato alla luce durante la puntata de Le iene del 19 maggio 2013, in cui Andrea Lybra, cantante dei Dhamm Progressive, ha dovuto confrontarsi con due componenti dei Dhamm originali. Secondo la versione di Lybra, il suo gruppo avrebbe ottenuto regolarmente il diritto di utilizzare il monicker "Dhamm", mentre Marco Lecci (manager e produttore della band) nega di aver concesso l'utilizzo del marchio. Due componenti del gruppo affermano di essere effettivamente stati contattati da Andrea Lybra, ma di aver rifiutato la sua proposta di far parte della sua band. Inoltre, il sito dei Dhamm Progressive pubblicizza una partnership con RDS, mentre nella finta intervista realizzata dal servizio de Le Iene, viene annunciata una futura collaborazione con Patty Pravo: entrambe le collaborazioni sono state smentite dai diretti interessati. Al momento, tale contenzioso non è ancora stato risolto in maniera ufficiale e definitiva.

### Ritorno ufficiale (dal 2013)
Dopo numerosi anni di assenza dalle scene, i Dhamm ritornano con tutti i componenti della prima formazione. Il 27 settembre 2013 pubblicano il singolo La gente giudica e il 21 gennaio successivo l'album Considerata l'ora, accompagnato dal singolo Mediamente rapiti dal cuore.
La band prosegue con varie esibizioni live fino al 2015 poi il bassista Massimo Conti lascia di nuovo la band e verrà sostituito con l'attuale membro Daniele Valentini. Per un breve periodo live la band ha avuto nella sua formazione anche un chitarrista ritmico Alex Massari.
Nel 2016 ritornano alla formazione a quattro componenti (Alessio Ventura - voce e chitarra, Dario Benedetti - chitarra, Daniele Valentini - basso e Mauro Munzi - batteria) e pubblicano il singolo Il Rimedio.

### Concerto celebrativo per i 25 anni di carriera (2019)[6]
Sabato 16 novembre 2019 viene organizzato un concerto celebrativo per i 25 anni di carriera della band, la data viene scelta in quanto la prima apparizione a Sanremo Giovani fu il 17 novembre 1994. Al concerto partecipò anche Bruno Valente, ex batterista della band, suonando alcuni live dell'album Disorient Express.
In occasione del live presentano anche il singolo L'impressione di dicembre.

## Formazione

### Formazione attuale
- Alessio Ventura - voce e chitarra acustica (1994-2002, 2007-2008, 2013-presente)
- Dario Benedetti - chitarra solista (1994-2002, 2007-2008, 2013-presente)
- Daniele Valentini - basso (2015-presente)
- Mauro Munzi - batteria (1994-1997, 2007-2008, 2013-presente)

### Ex componenti
- Massimo Conti - basso e tastiere (1994-1997, 2007-2008, 2013-2015)
- Ernesto Osci - basso (1997-2002)
- Bruno Valente - batteria (1997-1999)
- Roberto Perrone - batteria (1999-2002)
- Alex Massari - chitarra (2015)

## Discografia

### Album in studio
- 1995 - Dhamm
- 1996 - Tra cielo e terra
- 1997 - Disorient express
- 2014 - Considerata l'ora

### Singoli
- 1995 - Irene
- 1995 - Ho bisogno di te
- 1995 - Suoneremo ancora
- 1996 - Ama
- 1996 - Voglia di vivere
- 1996 - Tra cielo e terra
- 1997 - Sono qui
- 1997 - Il cielo sotto
- 1997 - Zona nera
- 2008 - Un attimo
- 2013 - La gente giudica
- 2014 - Mediamente rapiti dal cuore
- 2016 - Il rimedio
- 2019 - L'impressione di dicembre

### EP
- 1996 - Un posto anche per te
- 1997 - L'uomo di cartone

### Come Sautiva
Album in studio
- 2000 - Sautiva

Singoli
- 2000 - Vertigini